# محسن اراکی

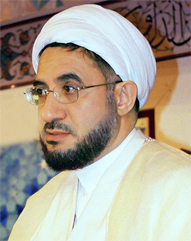
محسن اراکی در زمان ریاست مرکز اسلامی انگلیس

محسن محمدی عراقی معروف به محسن اراکی (زادهٔ ۱۳۳۴) روحانی شیعه ایرانی است که از سال ۱۳۶۹ تا ۱۳۸۵ نماینده استان خوزستان و سپس از سال ۱۳۹۵ تاکنون، نماینده استان مرکزی در مجلس خبرگان رهبری و از سال ۱۴۰۱، عضو حقیقی مجمع تشخیص مصلحت نظام است.
اراکی در نجف، عراق متولد شد و تحصیلات خود را در حوزه علمیه نجف شروع کرد. او در سال ۱۳۵۴ به ایران آمد و پس از استقرار جمهوری اسلامی به ریاست دادگاه‌های انقلاب اسلامی آبادان و خرمشهر، ریاست دادگاه‌های انقلاب اسلامی خوزستان، ریاست دادگستری استان خوزستان و امامت جمعه دزفول منصوب شد. در زمان جنگی تحمیلی، وی امام جماعت مسجد نجفیه دزفول را هم بر عهده داشته‌است. در سال ۱۳۷۳ به مدت ده سال به عنوان نماینده رهبر جمهوری اسلامی ایران به انگلستان اعزام شد و مرکز اسلامی انگلیس را پایه نهاد و سرپرستی کرد. رهبر ایران او را در ۲۰ تیر ۱۳۹۱ به دبیرکلی مجمع جهانی تقریب مذاهب اسلامی منصوب کرد. اراکی در سال ۱۳۹۸ پیش از پایان دوره حکم خود به منظور تمرکز بر فعالیتهای علمی از این سمت کنار رفت.
اراکی هم‌اکنون مدرس خارج فقه و اصول حوزه علمیه قم، عضو جامعه مدرسین حوزه علمیه قم و رئیس دانشکده اصول الدین است.

## تولد و تحصیل
محسن اراکی در سال ۱۳۳۴ش در شهر نجف در عراق به دنیا آمد.
اراکی تحصیلات ابتدایی را در مدرسه «منتدی النّشر» نجف که زیر نظر محمدرضا مظفر اداره می‌شد، گذراند و تا کلاس اوّل متوسّطه را در همان مدرسه به تحصیل ادامه داد. پس از آن، با راهنمایی پدرش، از سال ۱۳۴۷ش تحصیلات حوزوی را شروع کرد.
دروس مقدّمات و سطوح را و برخی از دروس (نظیر شرح صمدیه، حاشیه ملاعبدالله، مقداری از معالم و مقداری از شرح لمعه، کفایه و رسائل) را نزد پدرش خواند و بقیّه را نزد اساتید حوزه علمیّه نجف گذرانداز جمله:
سید عزالدّین بحرالعلوم، سید کاظم حائری، محمّدتقی جواهری، عبدالمجید روشنی، سید محمود هاشمی شاهرودی، سیّد عبّاس خاتم یزدی، سیدحسن مرتضوی، سید مصطفی خمینی، محمد هادی معرفت، سید محمدباقر حکیم، عباس قوچانی.
اساتید درس خارج فقه و اصول:
سید ابوالقاسم خویی، سید محمد باقر صدر، سید روح‌الله خمینی.
او از طرفداران نظریهٔ وحدت اسلامی و منتقدان اسلام غیرسیاسی است.
اراکی در سال ۲۰۱۲ از دانشگاه پورتسموث با موضوع پایان‌نامه «علیت و آزادی در فلسفه اسلامی و معاصر غربی» دکترا گرفت.

## فعالیت‌های سیاسی
اراکی فعالیت‌های سیاسی خود را در نجف آغاز کرد. او فعالیت‌هایی در پشتیبانی از خمینی داشت که در نتیجهٔ این فعالیت‌ها تحت تعقیب دستگاه امنیتی حکومت عراق قرار گرفت. او در سال ۱۳۵۴ شمسی به قم رفت و بر اساس ادعای وب سایت وی از همان آغاز به ساواک احضار شد و مورد بازجویی قرار گرفت.
مسئولیت‌های وی پس از پیروزی انقلاب ایران (۱۳۵۷)، به این شرح می‌باشند:
1. ریاست دادگاه‌های انقلاب اسلامی آبادان و خرمشهر و امام جمعه شهرستان دزفول
2. ریاست دادگاه‌های انقلاب اسلامی خوزستان، و در سال ۱۳۶۱ش با حفظ سِمَت، ریاست دادگستری خوزستان را به عهده گرفت.
3. پس از استعفا از دادگستری، مسئولیت‌هایی نظیر: حاکم شرع هیئت‌های واگذاری زمین خوزستان (۱۳۶۲–۱۳۷۳ش) و نیز نمایندگی ولی فقیه در دانشگاه شهید چمران اهواز (۱۳۶۹–۱۳۷۴ش) را بر عهده داشت.
4. از سال ۱۳۶۶–۱۳۷۵ش مسئولیت نمایندگی ولی فقیه در نیروهای سپاه بدر را نیز بر عهده داشت و در سال ۱۳۶۲ش شاخهٔ نظامی مجلس اعلای انقلاب اسلامی عراق را تأسیس نمود که بعدها به «سپاه نهم بدر» معروف شد.
5. در سال ۱۳۶۹ش از سوی مردم خوزستان به مجلس خبرگان رهبری راه یافت.
6. در سال ۱۳۷۳ش به عنوان نمایندهٔ سید علی خامنه‌ای در اروپا به انگلیس اعزام شد.

از اراکی به عنوان یکی از گزینه‌های رهبری آینده جمهوری اسلامی ایران یاد شده‌است.

## فعالیت‌های علمی-آموزشی

### پایه‌گذاری‌های علمی و فرهنگی
وی پایه‌گذار مؤسسات متعدد مذهبی و علمی در لندن و قم بوده‌است که از آن جمله می‌توان به مرکز بزرگ اسلامی انگلیس، مجتمع آموزشی و فرهنگی ایرانیان، حوزهٔ علمیه امام حسین (علیه السلام) لندن، کالج علوم اسلامی لندن Islamic College for Advanced Studies، دفتر همکاری‌های علمی اسلامی در دانشگاه SOAS لندن، کرسی شیعه‌شناسی در دانشگاه بزرگ کمبریج، کرسی شیعه‌شناسی در دانشگاه بریستول، و همچنین مجمع اندیشهٔ اسلامی، مدرسهٔ علمیهٔ امیرالمؤمنین، پژوهشگاه فقه نظام و مرکز جامع علوم اسلامی ولی امر در قم اشاره کرد. وی همچنین مؤسس و رئیس هیئت امناء پژوهشگاه فقه نظام است و علاوه بر این، ریاست عالیهٔ دانشکدهٔ اصول دین را بر عهده دارد.

### تدریس
اراکی در شهر نجف به تدریس دروس مقدمات حوزهٔ علمیه پرداخت.
همچنین، از آغاز اعزام به انگلستان به نمایندگی از سید علی خامنه‌ای و پس از تأسیس حوزهٔ علمیه در پایتخت این کشور (لندن)، به تدریس خارج فقه (مباحث حکومت اسلامی و قضاء) و اصول پرداخت، علاوه بر دروسی متنوع نظیر فلسفه، رسائل، مکاسب، حلقات اصول، تفسیر قرآن به زبانهای فارسی، عربی و انگلیسی نیز مشغول شد.
هم‌اکنون او مشغول تدریس خارج فقه و اصول و همچنین تفسیر و حدیث در حوزهٔ علمیهٔ قم می‌باشد.

### نظریه فقه نظام (های اجتماعی)
اراکی مبدع نظریه فقه نظام (های اجتماعی) است که بر پایه آن فقه به دو شاخهٔ فقه فردی و فقه اجتماعی تقسیم می‌گردد و فقه اجتماعی ناظر بر تمامی جنبه‌های محتلف زندگی اجتماعی است و زیر شاخه‌هایی نظیر فقه نظام اقتصادی، فقه نظام فرهنگی، فقه نظام حقوقی، فقه نظام سیاسی، فقه نظام تربیتی و … را شامل می‌گردد.

## دیدگاه‌ها

### زنان در غرب
اراکی در آذر ۱۴۰۱ در همایش مادران فاطمی، تربیت حسینی و تمدن نوین اسلامی با انتقاد از عملکرد اروپایی‌ها در دفاع از حقوق زنان اعلام کرد «زنانی که در دامن غرب پرورش پیدا کردند، زنانی خودفروخته، تن‌محور به تعبیر خودتان، ارزان قیمت، بیهوده و بی‌حاصل هستند که هیچ جامعه صالحی از آن‌ها پرورش پیدا نمی‌کند»

### حکم محاربه در اعتراضات ۱۴۰۱
اراکی در میانه مخالفت‌های عمومی با اجرای احکام اعدام در خیزش ۱۴۰۱ ایران اعلام کرد «کسانی که در اغتشاشات، به گونه‌ای عمل کردند که منجر به قتل یا منجر به آتش‌سوزی و تخریب اماکن عمومی و تخریب محلات مردم و ایجاد رعب و وحشت در خیابان‌ها که منجر به آن شد مردم از باز کردنِ مغازه‌ها و خانم‌های چادری از راه رفتن در خیابان ترسیدند؛ همهٔ آنهایی که در اغتشاشات شرکت کردند حتی آن کسانی که به‌طورمستقیم قتل انجام نداده باشند شرعا محارب و مفسد و یاغی به حساب می‌آیند.»

## آثار

### آثار فارسی
1. نظریه شناخت (عنوان سابق: مبانی جهان‌بینی اسلامی)؛
2. آزادی و علیّت؛
3. نقد ایدئولوژی سازمان مجاهدین خلق؛
4. امامت در قرآن (ترجمه: نظریة النص علی الإمامة فی القرآن الکریم)؛
5. نگاهی به رسالت وامامت؛
6. کاوشهایی در مبانی نظری حکومت دینی؛
7. اصول فقه نوین (جلد ۱ و ۲)؛
8. فقه نظام سیاسی اسلام (جلد ۱)؛
9. فقه نظام اقتصادی اسلام (جلد ۱)؛
10. درآمدی بر عرفان اسلامی؛
11. اصول عرفان ناب اسلامی در معارف سجادی؛
12. دوره‌ها وپیشگامان بیداری اسلامی؛
13. گفتمان بیداری اسلامی؛
14. داستان انسان نخستین.
15. فقه عمران شهری.

### آثار عربی
1. مدخل إلی منهج المعرفة الإسلامیّة؛
2. المعرفة الإسلامیة، منهجا و تصورا؛
3. نظریة النص علی الإمامة فی القرآن الکریم؛
4. حوار فی الإمامة؛
5. سنن القیادة الالهیة فی التاریخ (عنوان سابق: صلح الإمام الحسن وثورة الإمام الحسین من منظور السنن التأریخیة فی القرآن الکریم)؛
6. سنن التطور الاجتماعی فی القرآن الکریم؛
7. المختار من مقتل الحسین فی بحار الأنوار؛
8. الموازین الشرعیّة للشعائر الحسینیة؛
9. الولایة الإلهیّة وولایة الفقیه؛
10. الأسس النظریة للدولة الإسلامیة؛
11. أساس الحکم فی الإسلام؛
12. نظریة الحکم فی الإسلام؛
13. معالم الفکر الأصولی الجدید؛
14. حجّیة سنة الصحابی؛ دراسة و نقد؛
15. کتاب الخمس (جلد ۱ و ۲)؛
16. فقه القضاء؛
17. ملکیّة المعادن فی الفقه الاسلامی؛
18. ثبوت الهلال؛
19. مدخل إلی العرفان الإسلامی؛
20. الصحوة الإسلامیة المعاصرة، أدوار وروّاد.

### آثار انگلیسی
1. Contemporary Islamic Awakening.
2. Free Will between Islamic Contemporary Philosophy and Western Contemporary Philosophy.